# Weinbaudomäne

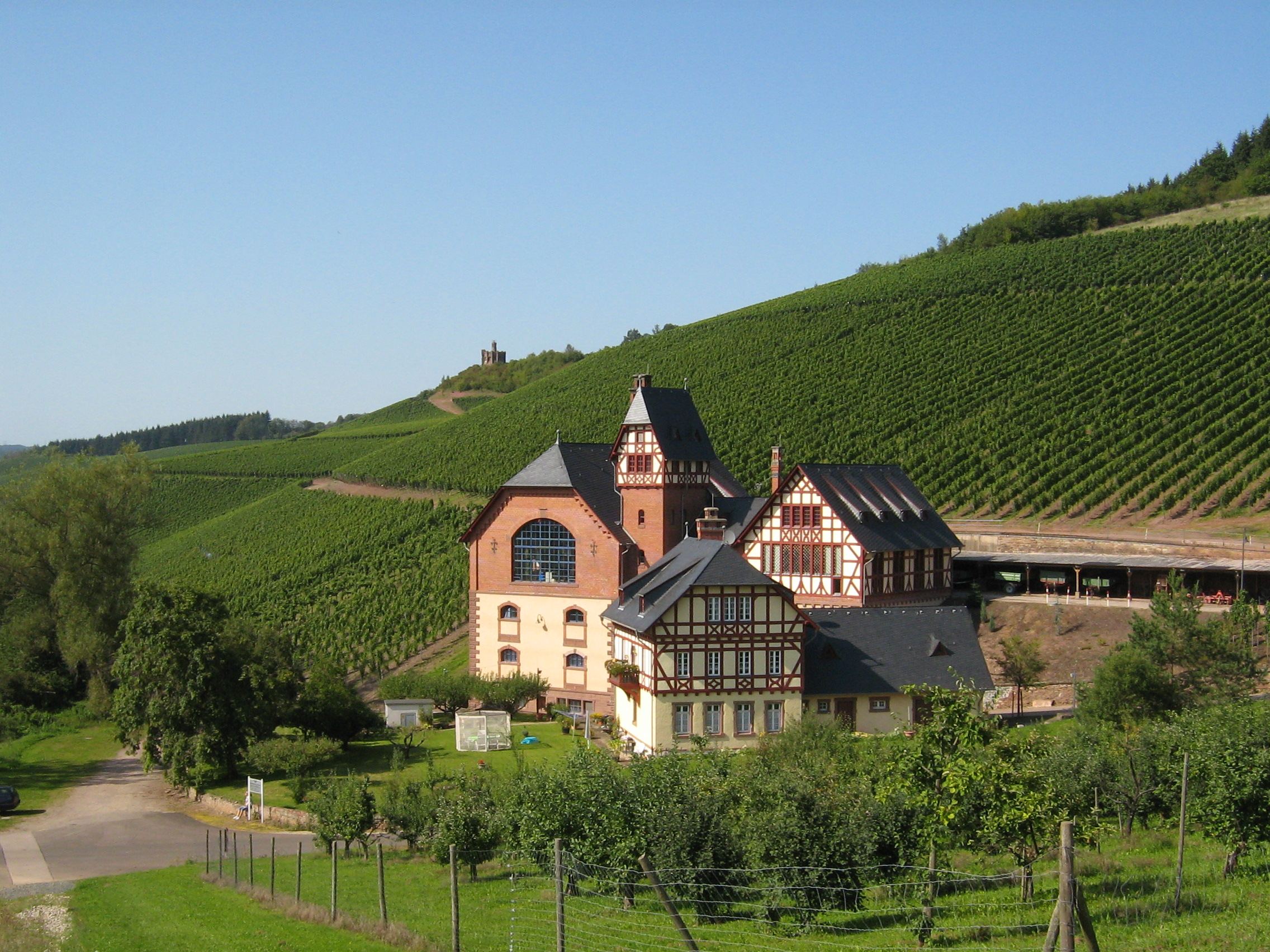
Staatliche Weinbaudomäne Avelsbach im Avelertal in Trier

Eine Weinbaudomäne ist ein im Eigentum des Staates stehendes größeres Weingut. Weinbaudomänen entstanden etwa ab dem 19. Jahrhundert als „Musterweingüter“, um moderne weinbauliche Produktionsmethoden unter den Winzern zu verbreiten. Manche ehemalige Staatsbetriebe bezeichnen sich auch nach der Überführung in das Privateigentum weiter als "Domäne", vgl. Weinbaudomäne Schloss Johannisberg.

## Beschreibung
„Weinbaudomänen sind staatliche Mustergüter. 
Sie sollen einerseits als Musterbetriebe vorbildlich wirken, sowie den Weinbau durch Erprobung neuer Kulturmaßnahmen der Rebe, Abgabe von selektioniertem Setzholz, zum Teil durch Pfropfreben, die Winzer unterstützen, andererseits aber auch als werbende Betriebe für die Staatskasse dienen.
Die Einrichtung von Domänen zur Erfüllung der genannten Aufgaben hat sich durchaus bewährt, wenn auch die meisten dieser Staatsbetriebe heute Zuschussbetriebe darstellen. Die Erprobung neuer Maßnahmen im Weinbau, welche häufig von Privatbesitzern und oft auch von den öffentlichen Weinbauanstalten aus Mangel an Mitteln oder geeigneten Rebflächen nicht vorgenommen werden kann, wird zum Nutzen der Allgemeinheit in vielen Fällen seitens der Domänen durchgeführt. Durch Spitzenleistungen in der Kultur des Rebstocks und im Ausbau der Weine tragen die Domänen ständig zur Hebung des Rufs des betreffenden Weinbaugebietes bei.
Die Weine werden nur in naturreinem Zustand veräußert. Da manche der Domänenweinberge aus unwirtschaftlichem Ödland geschaffen wurden, stellen sie eine Vermehrung des Volksvermögens dar und bieten gleichzeitig zahlreichen Arbeiterfamilien gesicherten Lebensunterhalt.“

## Geschichte
Weinbaudomänen entstanden vorwiegend aus dem säkularisierten Besitz der Kirche. Die Französische Revolution brachte die Abschaffung des mittelalterlichen Zunftwesens, wie auch der großen Grundbesitztümer der Kirchen und  Klöster, mit sich. Fortan bestand Wirtschaftsfreiheit, wovon die Bürger auch Gebrauch machten. Was die französischen Commissäre nicht verkaufen konnten, wurde als Staatsdomäne unter öffentliche Verwaltung gestellt; was heute als Landesbetrieb weiter besteht.
Es gibt allerdings auch Domänenweingüter, die sich seit Jahrhunderten im Besitz von Adelshäusern befinden und nicht in die Hand des Staats übergegangen sind. Diese verfügen aufgrund jahrhundertealter Privilegien mitunter über die besten Weinlagen am jeweiligen Standort.

## Beispiele
in Baden-Württemberg
- Staatsweingut Freiburg & Blankenhornsberg
- Staatsweingut Karlsruhe-Durlach (seit Anfang 1993 im Besitz der L-Bank)
- Staatsweingut Meersburg
- Staatsweingut Weinsberg

in Bayern
- Fürstlich Castell’sches Domänenamt
- Staatlicher Hofkeller Würzburg

in Hessen
- Hessische Staatsweingüter Kloster Eberbach in Eltville am Rhein
- Weinbaudomäne Schloss Johannisberg

in Rheinland-Pfalz
- Staatliche Weinbaudomäne Oppenheim
- Staatsweingut Mosel, Bernkastel-Kues
- Staatsweingut Bad Kreuznach
- Staatsweingut Johannitergut, Neustadt an der Weinstraße

in Sachsen
- Sächsisches Staatsweingut Schloss Wackerbarth